# Mihai Donisan
Mihai Donisan (n. 24 iulie 1988, București, România) este un atlet român, specializat în săritură în înălțime.

## Carieră
A fost laureat cu aur (2009) și cu argint (2013) la Jocurile Francofoniei.
În anul 2015 a reușit un salt de 2,29 m la Campionatul Național în aer de la Pitești, împlinind baremul de calificare pentru Jocurile Olimpice de vară din 2016. Totuși, în luna mai 2016 a fost depistat pozitiv cu meldonium, o substanță interzisă la începutul aceluiași an de Agenția Mondială Antidoping (WADA). În luna iunie suspendarea provizorie a fost ridicată de Agenția Națională Anti Doping (ANAD), din cauza faptului că concentrația de meldonium era de 0,30 ug/ml, toleranța stabilită de WADA fiind de 1 μg/l. Donisan s-a clasat pe locul doi la prima competiție la care a participat după înapoierea sa, Grand Prix-ul de la Zoetermeer.

## Realizări
| An   | Competiție                               | Locație            | Loc | Note   |
| ---- | ---------------------------------------- | ------------------ | --- | ------ |
| 2009 | Campionatul European de Tineret (sub 23) | Kaunas, Lituania   | 10  | 2,18 m |
| 2009 | Jocurile Francofoniei                    | Beirut, Liban      | 1   | 2,24 m |
| 2010 | Campionatul European                     | Barcelona, Spania  | 17  | 2,19 m |
| 2011 | Universiada                              | Shenzhen, China    | 15  | 2,15 m |
| 2012 | Campionatul Mondial în sală              | Istanbul, Turcia   | 15  | 2,22 m |
| 2012 | Campionatul European                     | Helsinki, Finlanda | 8   | 2,24 m |
| 2013 | Campionatul European în sală             | Göteborg, Suedia   | 15  | 2,18 m |
| 2013 | Campionatul Mondial                      | Moscova, Rusia     | 16  | 2,26 m |
| 2013 | Jocurile Francofoniei                    | Nisa, Franța       | 2   | 2,30 m |
| 2014 | Campionatul Mondial în sală              | Sopot, Polonia     | 8   | 2,25 m |
| 2014 | Campionatul European                     | Zürich, Elveția    | 10  | 2,21 m |
| 2015 | Campionatul European de Atletism în sală | Praga, Cehia       | 8   | 2,24 m |
| 2015 | Campionatul Mondial                      | Beijing, China     | 22  | 2,26 m |
| 2019 | Jocurile Europene                        | Minsk, Belarus     | 8   | 2,18 m |

## Recorduri personale
| Probă                        | Performanță | Dată              | Locație      |
| ---------------------------- | ----------- | ----------------- | ------------ |
| săritură în înălțime         | 2,31 m      | 27 iulie 2013     | Stara Zagora |
| săritură în înălțime în sală | 2,32 m      | 15 februarie 2014 | București    |